# Джазов фестивал в Кастрийс
Джаз фестивалът в Кастрийс е ежегодно събитие на карибския остров Сейнт Лусия, което събира местни и международни музиканти. Фестивалът представя джаз, R&B, калипсо.
Първият джаз фестивал в Сейнт Лусия се провежда през 1992 г. като инициатива за удължаване на туристическия сезон и увеличаване на чуждестранната валута през май, който преди това е бил относително спокоен период. Той е вдъхновен от старта на Октомврийския джаз фестивал през 1991 г., ръководен от Лутър Франсоа като музикален директор.
Първоначално са използвани 4 места, но по-късно представленията се провеждат на няколко места в острова в началото на месец май.
Сред участниците във фестивала са: Джордж Бенсън, Мери Джей Блайдж, Елтън Джон, Смоуки Робинсън, Риана, Карлос Сантана, Ейми Уайнхаус, Ашанти, Бейбифейс, Хари Белафонте, Натали Кол, Хърби Ханкок, и много други.
Събитието е класирано на второ място в Карибите след карнавала в Тринидад.